# Calle de Zurita
La calle de Zurita es un vial urbano de la ciudad de Madrid.

## Historia y descripción
Emplazada en su totalidad en el barrio de Embajadores, tiene un recorrido noreste-suroeste, que comienza en la calle de Santa Isabel y termina en la calle de Argumosa.
En el plano de Texeira aparece con el nombre de «Curvo», que quizás sea errata de cuervo; en el Plano Topographico de la Villa y Corte de Madrid de Antonio Espinosa de los Monteros (siglo xviii) ya figura con el nombre de Zurita. Hilario Peñasco de la Puente y Carlos Cambronero detallan como hacia finales del siglo xix se conservaban en el vial antecedentes de construcciones particulares desde 1771.
Según la tradición, en esta calle tenían sus casas los descendientes de Jerónimo de Zurita, canonista e historiador del reino de Aragón, nacido en 1512 y fallecido en 1581. En la empinada calle se encuentra sito el Teatro del Barrio, en un local antaño ocupado por la Sala Triángulo.